# Nascar Winston Cup Series 1971
Nascar Winston Cup Series 1971 var den 23:e upplagan av den främsta divisionen av professionell stockcarracing i USA sanktionerad av National Association for Stock Car Auto Racing. Säsongen bestod av 48 race och inleddes 10 januari på Riverside International Raceway i Kalifornien och avslutades 12 december på Texas World Speedway i Texas. 1971 var det sista året av vad som brukar kallas "den gamla eran" och den första säsongen av det som kallas "Winston Cup Series-eran" i och med R.J. Reynolds Tobacco Companys intåg i Nascar.
Serien vanns av Richard Petty i en Plymouth körande för Petty Enterprises. Det var hans tredje mästerskapstitel. Petty hade tidigare vunnit cup-serien 1964 och 1967. De två framgångsrikaste bilmärkena var Plymouth med 22 segrar, varav Petty stod för 21 segrar, och Mercury med 10 segrar.
Chrysler Corporation ansåg att det inte längre var ekonomiskt försvarbart att fortsätta sin satsning i Nascar så som man gjort tidigare och hade 1971 strypt sin racingbudget. Endast två av tidigare sex fabrikssponsrade förare blev kvar. Dessa två var Petty Enterprises Richard Petty (Plymouth) och Buddy Baker (Dodge).Ford Motor Company drog sig med kort varsel ur helt och hållet och lämnade fabrikssponsrade stall som Holman Moody, Wood Brothers Racing och förare som Junior Johnson utan nya bilar.
USA:s kongress hade 1969 röstat igenom Public Health Cigarette Smoking Act(en) som bland annat innebar förbud mot tobaksreklam i radio och tv. Tobaksindustrin sökte därför andra sätt att marknadsföra sina produkter. R.J. Reynolds Tobacco Company med bland annat varumärket Winston kom att bli Cup-seriens första namnsponsor. Nascars och R.J. Reynolds samarbete varade i 33 år.

## Resultat
| Nr      | Datum         | Tävling                        | Bana                                                        | Pole              | Vinnare           | Konstruktör | Start | Rapport |
| ------- | ------------- | ------------------------------ | ----------------------------------------------------------- | ----------------- | ----------------- | ----------- | ----- | ------- |
| 1       | 10 januari    | Motor Trend 500                | Riverside International Raceway, Riverside, Kalifornien     | Richard Petty     | Ray Elder         | Dodge       | 3     | Rapport |
| 2       | 11 februari   | Daytona 500 Qualifier #1       | Daytona International Speedway, Daytona Beach, Florida      | A.J. Foyt         | Pete Hamilton     | Plymouth    | 2     |         |
| 3       | 11 februari   | Daytona 500 Qualifier #2       | Daytona International Speedway, Daytona Beach, Florida      | Bobby Isaac       | David Pearson     | Mercury     | 4     |         |
| 4       | 21 februari   | Daytona 500                    | Daytona International Speedway, Daytona Beach, Florida      | A.J. Foyt         | Richard Petty     | Plymouth    | 5     | Rapport |
| 5       | 28 februari   | Miller High Life 500           | Ontario Motor Speedway, Ontario, Kalifornien                | A.J. Foyt         | A.J. Foyt         | Mercury     | 1     | Rapport |
| 6       | 7 mars        | Richmond 500                   | Richmond Fairgrounds Raceway, Richmond, Virginia            | Dave Marcis       | Richard Petty     | Plymouth    | 30    | Rapport |
| 7       | 14 mars       | Carolina 500                   | North Carolina Motor Speedway, Rockingham, North Carolina   | Fred Lorenzen     | Richard Petty     | Plymouth    | 2     | Rapport |
| 8       | 21 mars       | Hickory 276                    | Hickory Motor Speedway, Hickory, North Carolina             | Bobby Allison     | Richard Petty     | Plymouth    | 4     | Rapport |
| 9       | 28 mars       | Southeastern 400               | Bristol International Speedway, Bristol, Tennessee          | David Pearson     | David Pearson     | Ford        | 1     | Rapport |
| 10      | 4 april       | Atlanta 500                    | Atlanta International Raceway, Hampton, Georgia             | A.J. Foyt         | A.J. Foyt         | Mercury     | 1     | Rapport |
| 11      | 8 april       | Columbia 200                   | Columbia Speedway, Cayce, South Carolina                    | James Hylton      | Richard Petty     | Plymouth    | 4     | Rapport |
| 12      | 10 april      | Greenville 200                 | Greenville-Pickens Speedway, Easley, South Carolina         | David Pearson     | Bobby Isaac       | Dodge       | 2     | Rapport |
| 13      | 15 april      | Maryville 200                  | Smoky Mountain Raceway, Maryville, Tennessee                | Friday Hassler    | Richard Petty     | Plymouth    | 2     | Rapport |
| 14      | 18 april      | Gwyn Staley 400                | North Wilkesboro Speedway, North Wilkesboro, North Carolina | Bobby Isaac       | Richard Petty     | Plymouth    | 3     | Rapport |
| 15      | 25 april      | Virginia 500                   | Martinsville Speedway, Martinsville, Virginia               | Donnie Allison    | Richard Petty     | Plymouth    | 3     | Rapport |
| 16      | 2 maj         | Rebel 400                      | Darlington Raceway, Darlington, South Carolina              | Donnie Allison    | Buddy Baker       | Dodge       | 5     | Rapport |
| 17      | 9 maj         | Halifax County 100             | South Boston Speedway, South Boston, Virginia               | Bobby Isaac       | Benny Parsons     | Ford        | 2     | Rapport |
| 18      | 16 maj        | Winston 500                    | Alabama International Motor Speedway, Talladega, Alabama    | Donnie Allison    | Donnie Allison    | Mercury     | 1     | Rapport |
| 19      | 21 maj        | Asheville 300                  | New Asheville Speedway, Weaverville, North Carolina         | Richard Petty     | Richard Petty     | Plymouth    | 1     | Rapport |
| 20      | 23 maj        | Kingsport 300                  | Kingsport Speedway, Kingsport, Tennessee                    | Bobby Isaac       | Bobby Isaac       | Dodge       | 1     | Rapport |
| 21      | 30 maj        | World 600                      | Charlotte Motor Speedway, Concord, North Carolina           | Charlie Glotzbach | Bobby Allison     | Mercury     | 2     | Rapport |
| 22      | 6 juni        | Mason-Dixon 500                | Dover Downs International Speedway, Dover, Delaware         | Richard Petty     | Bobby Allison     | Ford        | 2     | Rapport |
| 23      | 13 juni       | Motor State 400                | Michigan International Speedway, Brooklyn, Michigan         | Bobby Allison     | Bobby Allison     | Mercury     | 1     | Rapport |
| 24      | 20 juni       | Winston Golden State 400       | Riverside International Raceway, Riverside, Kalifornien     | Bobby Allison     | Bobby Allison     | Dodge       | 1     | Rapport |
| 25      | 23 juni       | Space City 300                 | Meyer Speedway, Huston, Texas                               | Bobby Allison     | Bobby Allison     | Dodge       | 1     | Rapport |
| 26      | 26 juni       | Pickens 200                    | Greenville-Pickens Speedway, Easley, South Carolina         | Bobby Allison     | Richard Petty     | Plymouth    | 1     | Rapport |
| 27      | 4 juli        | Medal of Honor Firecracker 400 | Daytona International Speedway, Daytona Beach, Florida      | Donnie Allison    | Bobby Isaac       | Dodge       | 21    | Rapport |
| 28      | 11 juli       | Volunteer 500                  | Bristol International Speedway, Bristol, Tennessee          | Richard Petty     | Charlie Glotzbach | Chevrolet   | 2     | Rapport |
| 29      | 14 juli       | Albany-Saratoga 250            | Albany-Saratoga Speedway, Malta, New York                   | Richard Petty     | Richard Petty     | Plymouth    | 1     | Rapport |
| 30      | 15 juli       | Islip 250                      | Islip Speedway, Islip, New York                             | Richard Petty     | Richard Petty     | Plymouth    | 1     | Rapport |
| 31      | 18 juli       | Northern 300                   | Trenton Speedway, Trenton, New Jersey                       | Friday Hassler    | Richard Petty     | Plymouth    | 2     | Rapport |
| 32      | 24 juli       | Nashville 420                  | Music City Motorplex, Nashville, Tennessee                  | Richard Petty     | Richard Petty     | Plymouth    | 1     | Rapport |
| 33      | 1 augusti     | Dixie 500                      | Atlanta International Raceway, Hampton, Georgia             | Buddy Baker       | Richard Petty     | Plymouth    | 3     | Rapport |
| 34      | 6 augusti     | Myers Brothers 250             | Bowman Gray Stadium, Winston-Salem, North Carolina          | Richard Petty     | Bobby Allison     | Ford        | 2     | Rapport |
| 35      | 8 augusti     | West Virginia 500              | International Raceway Park, Ona, West Virginia              | Bobby Allison     | Richard Petty     | Plymouth    | 2     | Rapport |
| 36      | 15 augusti    | Yankee 400                     | Michigan International Speedway, Brooklyn, Michigan         | Pete Hamilton     | Bobby Allison     | Mercury     | 2     | Rapport |
| 37      | 22 augusti    | Talladega 500                  | Alabama International Motor Speedway, Talladega, Alabama    | Donnie Allison    | Bobby Allison     | Mercury     | 2     | Rapport |
| 38      | 27 augusti    | Sandlapper 200                 | Columbia Speedway, Cayce, South Carolina                    | Richard Petty     | Richard Petty     | Plymouth    | 1     | Rapport |
| 39      | 28 augusti    | Buddy Shuman 276               | Hickory Motor Speedway, Hickory, North Carolina             | Dave Marcis       | Tiny Lund         | Chevrolet   | 3     | Rapport |
| 40      | 6 september   | Southern 500                   | Darlington Raceway, Darlington, South Carolina              | Bobby Allison     | Bobby Allison     | Mercury     | 1     | Rapport |
| 41      | 26 september  | Old Dominion 500               | Martinsville Speedway, Martinsville, Virginia               | Bobby Isaac       | Bobby Isaac       | Dodge       | 1     | Rapport |
| 42      | 10 oktober    | National 500                   | Charlotte Motor Speedway, Concord, North Carolina           | Charlie Glotzbach | Bobby Allison     | Mercury     | 3     | Rapport |
| 43      | 17 oktober    | Delaware 500                   | Dover Downs International Speedway, Dover, Delaware         | Bobby Allison     | Richard Petty     | Plymouth    | 4     | Rapport |
| 44      | 24 oktober    | American 500                   | North Carolina Motor Speedway, Rockingham, North Carolina   | Charlie Glotzbach | Richard Petty     | Plymouth    | 5     | Rapport |
| 45      | 7 november    | Georgia 500                    | Middle Georgia Raceway, Byron, Georgia                      | Bobby Allison     | Bobby Allison     | Ford        | 1     | Rapport |
| 46      | 14 november   | Capital City 500               | Richmond Fairgrounds Raceway, Richmond, Virginia            | Bill Dennis       | Richard Petty     | Plymouth    | 11    | Rapport |
| 47      | 21 november   | Wilkes 400                     | North Wilkesboro Speedway, North Wilkesboro, North Carolina | Charlie Glotzbach | Tiny Lund         | Chevrolet   | 6     | Rapport |
| 48      | 5 12 december | Texas 500                      | Texas World Speedway, College Station, Texas                | Pete Hamilton     | Richard Petty     | Plymouth    | 3     | Rapport |
| Källor: |               |                                |                                                             |                   |                   |             |       |         |

## Slutställning
| Plats   | Förare         | Starter | Vinster | Top 5 | Top 10 | Pole | Varv | Prispengar | Poäng | +\-   |
| ------- | -------------- | ------- | ------- | ----- | ------ | ---- | ---- | ---------- | ----- | ----- |
| 1       | Richard Petty  | 46      | 21      | 38    | 41     | 9    | 4932 | $4435      |       |       |
| 2       | James Hylton   | 46      | 0       | 14    | 37     | 1    | 105  | $90 282    | 4071  | –364  |
| 3       | Cecil Gordon   | 46      | 0       | 6     | 21     | 0    | 0    | $69 080    | 3677  | –758  |
| 4       | Bobby Allison  | 42      | 11      | 27    | 31     | 9    | 3592 | $254 316   | 3636  | –799  |
| 5       | Elmo Langley   | 46      | 0       | 11    | 23     | 0    | 48   | $57 037    | 3356  | –1079 |
| 6       | Jabe Thomas    | 43      | 0       | 2     | 15     | 0    | 0    | $48 241    | 3200  | –1235 |
| 7       | Bill Champion  | 45      | 0       | 3     | 14     | 0    | 0    | $43 769    | 3058  | –1377 |
| 8       | Frank Warren   | 47      | 0       | 1     | 10     | 0    | 0    | $40 072    | 2886  | –1549 |
| 9       | J.D. McDuffie  | 43      | 0       | 2     | 8      | 0    | 5    | $35 578    | 2862  | –1573 |
| 10      | Walter Ballard | 41      | 0       | 3     | 11     | 0    | 0    | $30 974    | 2633  | –1802 |
| 11      | Benny Parsons  | 35      | 1       | 13    | 18     | 0    | 144  | $55 896    | 2611  | –1824 |
| 12      | Ed Negre       | 43      | 0       | 0     | 2      | 0    | 0    | $29 738    | 2528  | –1907 |
| 13      | Bill Seifert   | 37      | 0       | 0     | 4      | 0    | 0    | $33 220    | 2403  | –2032 |
| 14      | Henley Gray    | 39      | 0       | 0     | 4      | 0    | 0    | $31 789    | 2392  | –2043 |
| 15      | Buddy Baker    | 19      | 1       | 13    | 16     | 1    | 726  | $115 150   | 2358  | –2077 |
| Källor: |                |         |         |       |        |      |      |            |       |       |

- Notering: Endast de femton främsta förarna redovisas.